# The Detonator

The Detonator est un film d'action américain de Po-Chih Leong, sorti en salle en 2006.
Les acteurs principaux sont Wesley Snipes, Silvia Colloca, Tim Dutton et William Hope.
Le film est paru en DVD le 25 avril 2006.

## Fiche technique
- Réalisation : Po-Chih Leong
- Date de sortie : 2005

## Distribution
- Wesley Snipes (VF : Thierry Desroses) : Sonni Griffith
- William Hope : Michael Shepard
- Tim Dutton : Jozef Bostanescu
- Silvia Colloca : Nadia Cominski
- Matthew Leitch : Dimitru Ilinca
- Bogdan Uritescu (VF : Antoine Tomé) : Pavel